# Гукерія блискуча
Гукерія блискуча (Hookeria lucens) — вид мохів порядку гукеріальних (Hookeriales).

## Поширення
Ареал охоплює такі частини світу: Європа, Макаронезія, Північна Америка.
Населяє прибережні острови та прилеглий материк, яри, басейни біля річок, болотисті озерні окраїни, верхові болота в торф’янистому муку, вологі вічнозелені ліси Alnus, Chamaecyparis, Tsuga, ліси Sequoia sempervirens, прибережні ялинові ліси, старі колоди на вересах; від низьких до помірних висот.

## Галерея

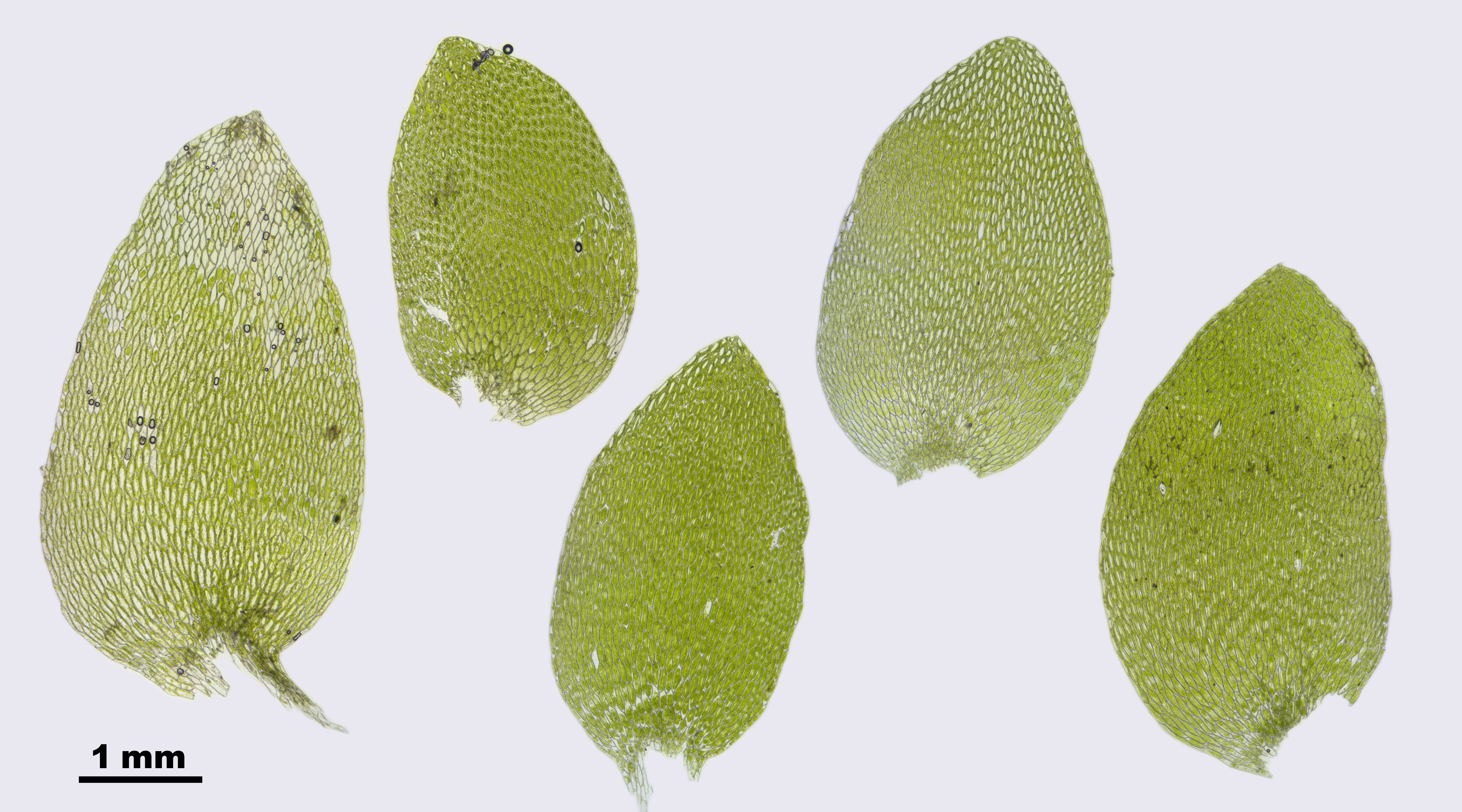
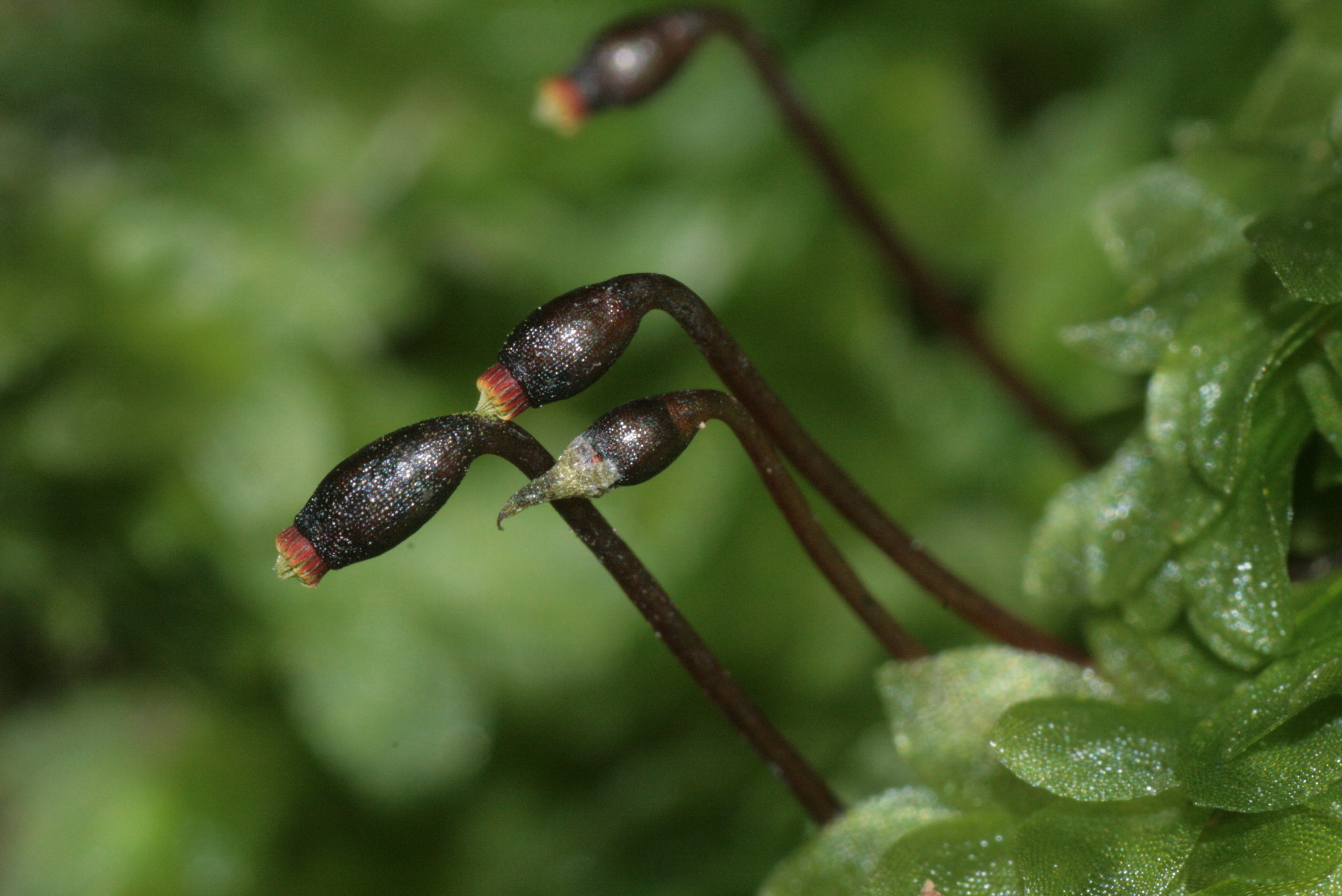
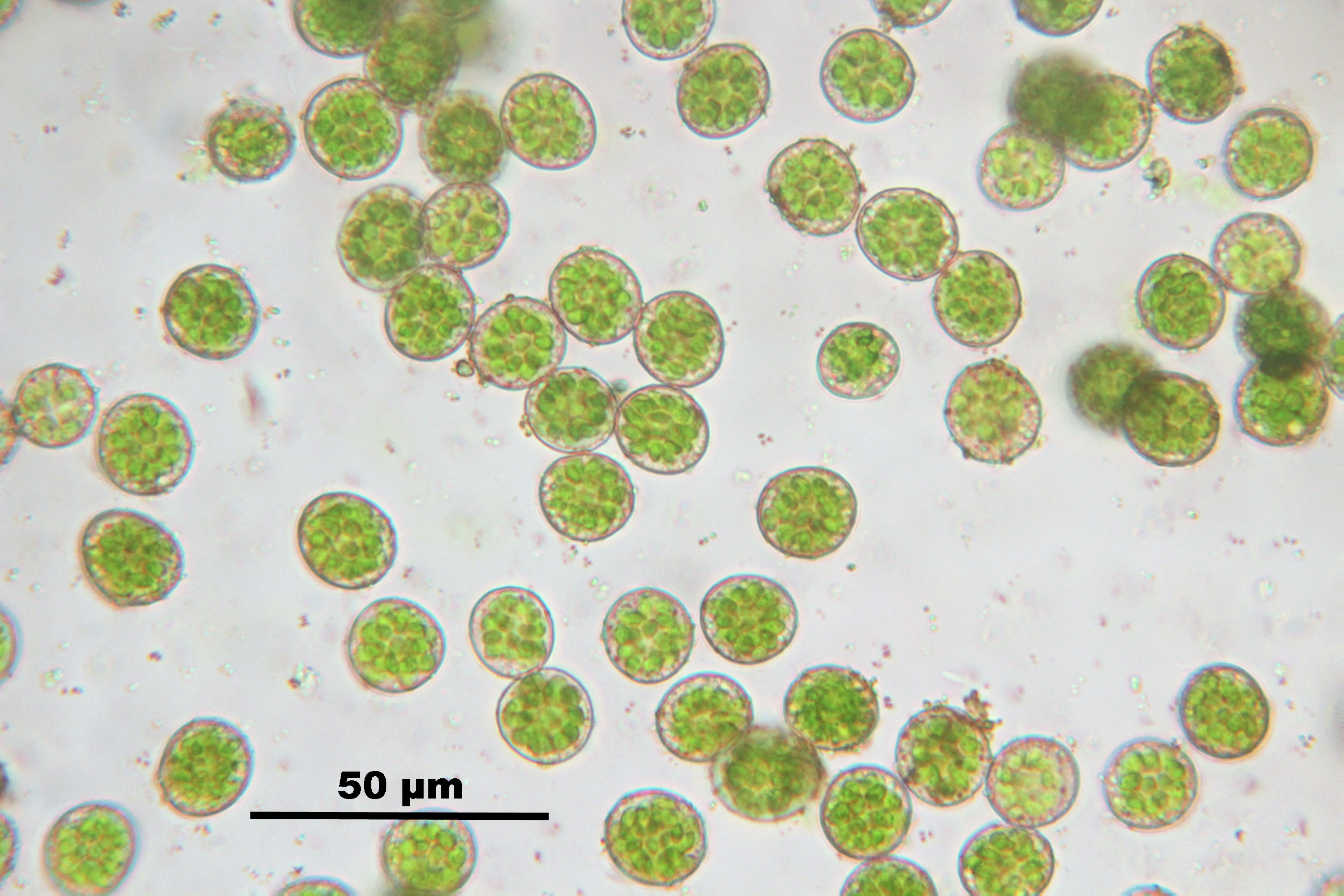

## Характеристика
Рослина утворює міцні, плоскі, блідо-зелені, блискучі та часто великі угруповання. Листки від 4 до 6 міліметрів завдовжки, сплощені, цілокраї, яйцеподібної форми, з тупою верхівкою; жилка відсутня; великі клітини від ромбічних до шестигранних, тонкостінні, гладкі, прозорі. Спорофіти мають довжину 1–2 см, товсту, гладку і червонувату ніжку та яйцеподібну, нахилену до горизонталі коробочку з дзьобоподібною кришечкою. Під час висихання коробочка сильно звужена під гирлом. Майже гладкі спори оливково-коричневого кольору мають розмір від 12 до 19 мкм. Мох однодомний.